# Hirjú (repülőgép-hordozó)
A Hirju (japánul: 飛龍; ひりゅう, magyarul „Repülő sárkány”) második világháborús japán repülőgép-hordozó volt.

## Története
1936. július 8-án kezdték el építeni Jokoszukában. 1937. november 15-én bocsátották vízre és 1939. július 5-én állították hadrendbe.
1941. december 7-én részt vett a Pearl Harbor ellen intézett támadásban. December 21 és 23 között a Wake sziget elleni támadásban vett részt. 1942. április 5-én közreműködött a brit HMS Cornwall és HMS Dorsetshire nehézcirkálók, majd 9-én az ausztrál HMAS Vampire romboló és a brit HMS Hermes könnyű repülőgép-hordozó elsüllyesztésében.
Június 4-én részt vett a midwayi csatában, ahol amerikai zuhanóbombázók megrongálták. A Kazagumo és Makigumo rombolóknak kellett elsüllyeszteniük. Legénységéből közel 400-an haltak meg.